# .net
.net is een generiek topleveldomein (gTLD) in het Domain Name System van het internet. De naam is afgeleid van 'netwerk'. Dit topleveldomein was namelijk oorspronkelijk bedoeld voor organisaties die zich bezighouden met netwerktechnologieën, zoals internetserviceproviders en andere infrastructuurbedrijven. De beperkingen op het gebruik van .net zijn echter nooit strikt gehandhaafd en het is tegenwoordig een naamruimte voor algemeen gebruik. Het is wel nog steeds populair bij netwerkbeheerders en wordt vaak als alternatief voor .com gebruikt.

## Geschiedenis
.net is een van de oorspronkelijke topleveldomeinen (de andere zijn .com, .edu, .gov, .mil, .org en .arpa) en werd in januari 1985 aangemaakt, hoewel het niet werd genoemd in het baanbrekende RFC920-document. Het is momenteel het op vier na populairste topleveldomein, na .com, .cn, .tk en .de.
Verisign, sinds de overname van Network Solutions de operator van .net, bezat een operatorcontract dat op 30 juni 2005 afliep. Daarop vroeg ICANN, de organisatie die verantwoordelijk is voor het domeinbeheer, ook aan andere organisaties om offertes in te dienen om registry-operator voor .net te worden. Verisign won de aanbesteding en werd voor nog eens zes jaar de operator van het .net-registry. Op 30 juni 2011 werd het contract van Verisign automatisch met zes jaar verlengd op basis van een besluit van ICANN, dat inhoudt dat het contract automatisch wordt verlengd zolang Verisign voldoet aan een aantal specifieke vereisten van ICANN.
Registraties worden verwerkt via geaccrediteerde registrators. Geïnternationaliseerde domeinnamen (die ook andere tekens dan het ASCII-alfabet kunnen bevatten) worden geaccepteerd.

## Trivia
- "Net" is een geromaniseerde vorm van het Russische woord нет (niet of geen, akoestisch correct is eerder njet). Bijgevolg kan een domeinnaam zoals "object.net" in het Russisch geïnterpreteerd worden als "er is geen object". Sommige domeinen gebruiken deze woordgrap, bijvoorbeeld mozga.net (er is geen brein).